# Quinta fuerza
Ocasionalmente, se ha postulado la existencia de una quinta fuerza añadida a las ya cuatro interacciones fundamentales. Se cree que la fuerza actúa más o menos con la misma intensidad que la gravedad (es decir, es mucho más débil que la interacción electromagnética o la interacción nuclear fuerte) y tiene un rango de algo menos de 1 milímetro hasta distancias cósmicas.
La idea es difícil de comprobar, porque la gravedad es una fuerza tan débil tal que la interacción gravitacional entre dos objetos solo significa algo si uno de ellos tiene una masa enorme. Por lo tanto, hace falta un equipo muy preciso para medir interacciones gravitacionales entre objetos que son pequeños comparados con la Tierra. También se ha de tener en cuenta que en los últimos años de la década de los 80, los investigadores  (Fischbach et al.) que estaban reanalizando los resultados de Loránd Eötvös de principios de siglo  anunciaron una quinta fuerza con influencia en una escala de unos 100 metros. Se creyó que la fuerza estaba relacionada con la hipercarga. Durante los años siguientes, otros experimentos han intentado sin éxito reproducir este resultado.

## Teoría y experimentación
Existen al menos tres tipos de investigaciones que se pueden llevar a cabo, las cuales dependen de que tipo de fuerza se tome en cuenta, y su rango de acción.
Una manera es buscar la quinta fuerza con experimentos con el principio de equivalencia: éste es uno de los experimentos más importantes de la teoría de la gravedad de Einstein, la relatividad general. Teorías alternativas de la gravedad, como la teoría de Brans-Dicke, tienen una quinta fuerza—posiblemente con un rango de acción infinito. Esto se debe a que las interacciones gravitaciones, en teorías distintas de la relatividad general, tienen grados de libertad más allá del "métrico", lo que dicta la curvatura del espacio, y diferentes tipos de grados de libertad producen diferentes efectos. Por ejemplo, un campo escalar no puede producir que la luz se curve. La quinta fuerza se manifestaría por sí sola haciendo efecto en las órbitas de un sistema solar, lo que se llama el efecto Nordtvedt. Esto se comprueba con el Laser Ranging Retro-Reflector y con interferometría de muy larga base.
Otro tipo de quinta fuerza aparece en la teoría de Kaluza-Klein, donde el universo tiene dimensiones extra, o en supergravedad o en la  teoría de cuerdas es la fuerza de Yukawa, la cual se transmite por un campo escalar lumínico (es decir, un campo escalar con una longitud de onda Compton larga que determina el rango de acción). Esto ha provocado recientemente gran interés, como una teoría de extra dimensión—dimensión supersimétrica y grande con un tamaño algo menor que un milímetro—que ha llevado a un esfuerzo experimental para comprobar la gravedad en estas escalas tan pequeñas. Para llevarlo a cabo hacen falta experimentos extremadamente sensibles que busquen una desviación de la ley de la inversa del cuadrado de la gravedad en un rango de distancias. Básicamente, se están buscando signos de que la interacción Yukawa se dispara a cierta longitud.
Investigadores australianos, en un intento de medir la constante gravitacional en lo profundo de una mina, descubrieron una discrepancia entre el valor predicho y el valor medido. Llegaron a la conclusión de que los resultados pueden explicarse debido a una quinta fuerza repulsiva con rango de unos cuantos centímetros a kilómetros. Experimentos similares se han llevado a cabo a bordo de un submarino (USS Dolphin (AGSS-555)) mientras estaba sumergidos en lo más profundo. Se encontraron discrepancias al medir la constante gravitacional (de unos pocos porcientos) en un pozo profundo en la capa de hielo de Groenlandia, pero no fue posible eliminar una posible fuente geológica para las observaciones obtenidas.
Algunos experimentos usaron "lake" y una torre de 320m de alto Una revisión sugirió que no hay una evidencia cierta de una quinta fuerza, aunque la comunidad científica todavía la están buscando. El artículo de Fishbach fue escrito en  1992 y desde entonces ha salido a la luz otra evidencia que puede indicar que existe la quinta fuerza.
Los experimentos arriba indicados buscan una quinta fuerza que es, como la gravedad, independiente de la composición de un objeto, por lo tanto todos los objetos están sujetos a la fuerza en proporción a sus masas. Las fuerzas que dependen de la composición de un objeto pueden ser comprobadas sensiblemente mediante un experimento con una balanza de torsión de las que inventó Loránd Eötvös. Dichas fuerzas pueden depender, por ejemplo, de la razón de los protones a los neutrones en el núcleo atómico, o de la cantidad relativa de diferentes tipos de energía de enlace en el núcleo (véase la fórmula de masa semi-empírica). Las búsquedas se han realizado desde rangos muy pequeños, hasta escalas de cientos de kilómetros, y también a escalas de la Tierra, el Sol, y la materia oscura en el centro de la galaxia.

## Otras interacciones
Algunas personas dentro de la comunidad científica[¿quién?] piensan que la teoría de la gravedad de Einstein tendrá que ser modificada, no solo a pequeñas escalas, sino también en las grandes distancias, o lo que equivale a pequeñas aceleraciones. Han indicado que la materia oscura, energía oscura e incluso la anomalía Pioneer no están explicadas por el Modelo estándar de la física de partículas y sugieren una modificación de la gravedad, que posiblemente resulte de la dinámica newtoniana modificada o del principio holográfico. Esto es fundamentalmente diferente de las ideas convencionales de una quinta fuerza, ya que se hace más fuerte de manera de forma parecida a la gravedad a grandes distancias. Gran parte de la comunidad científica[¿quién?], sin embargo, piensa que la materia oscura y la energía oscura no son ad hoc, pero que están avaladas por un gran número de observaciones complementarias y descritas por un modelo muy simple.
El 6 de abril de 2021 se produjo un posible descubrimiento en el Tevatron del Fermilab que, de acuerdo con las investigaciones, podría cambiar todo sobre la física de alta energía. La posibilidad de descubrir la escurridiza 'quinta fuerza' está basada en 4.3 inverso femtobarns de datos. La CDF collaboration repetirá el análisis con al menos el doble de datos para ver si el "bache" se hace más o menos pronunciado. Otros experimentos, incluyendo el DZero y los experimentos LHC, buscarán también una partícula de unos 140 GeV/c2 en los datos.